# ナオミ・ウルフ
ナオミ・リベカ・ウルフ（Naomi Rebekah Wolf, 1962年11月12日 - ）は、リベラル・フェミニストの、フェミニスト・ライター。

## 略歴
米国サンフランシスコのユダヤの家系に生まれた。イェール大学で学び、ローズ奨学金を得てイギリスのオックスフォード大学ニューカレッジで哲学博士号を取得。第3次フェミニズム運動（Third-wave feminism）の論者の1人で、男性優位社会におけるファッション業界と美容業界によるイメージ戦略が、いかに女性が不当に搾取し痛めつけているかを告発した処女作『美の陰謀 女たちの見えない敵』が国際的ベストセラーになり、一躍著名人となった。次作 Fire with Fire では新たな女性のエンパワーメント（連帯による政治的な力の獲得）の方法を、また『性体験』では思春期の女性について、さらに Misconceptions では女性の出産について論じている。
1999年に大統領候補アル・ゴアの選挙コンサルタントとして、ゴアを厳しく批判する発言をし、「ベータを捨て、アルファになれ」という流行語を生む。学者でもあるフェミニストのカミール・パーリア（Camille Paglia）は彼女を「ヤッピー・フェミニスト」（yuppie feminist）と評した。
2021年6月、Twitterにコロナウイルス感染症流行に関連する誤情報を投稿したことによりアカウント停止の措置を受けた。

## 著作一覧

### 美の陰謀
- 曽田和子訳『美の陰謀 女たちの見えない敵』TBSブリタニカ、1994年、ISBN 4484941031
  - 原著: The Beauty Myth: How Images of Beauty Are Used Against Women, William Morrow, 1991, ISBN 0688085105; Anchor Books,1992, ISBN 0385423977; Perennial, 2002, ISBN 0060512180

女たちは毎日、洪水のような広告を浴び続けている。ダイエット・美容整形・スキンケア．．．。「女性らしさの神話」（ベティー・フリーダン）から解放されたにもかかわらず、「美の神話」に脅かされているからだと著者は指摘。
慢性的な自己嫌悪や不安が拒食症や美容外科の患者を激増させ、男性社会への抵抗力を失わせ、苦しめている現状を「仕事」「文化」「セックス」「拒食」「暴力」の側面から浮き彫りにする。
「女性個人として、女性全体として、自己の肉体に、またこの地球に住む者として、私たち女性が次にどう進むかは、今、私たちが鏡のなかに何を見ようとするかにかかっている」
「女性のセクシャリティを女性自身が自由に支配できるようになったとき、女性のセクシャリティを彩る服は自由なものになるだろう」（本書より）。
原題は「美の神話: 美のイメージはいかにして女たちを疎外するか」というような意味である。邦題をその通りに訳さなかったのは、同時期に翻訳・刊行されたリタ・フリードマン著、常田景子訳『美しさという神話』新宿書房、1994年3月（原著: Rita Jackaway Freedman, Beauty bound）との混同を避けるためではないかと推察される。

### Fire with Fire
- Fire with Fire: The New Female Power and How to Use It, Random House, 1993, ISBN 067942718X; Ballantine Books, 1994, ISBN 0449909514

邦訳は未刊。タイトルの意味は「新たな女の力と、その利用の方法」

### 性体験
- 実川元子訳『性体験』文藝春秋、1998年、ISBN 4163538305
  - 原著: Promiscuities: The Secret Struggle for Womanhood, Random House, 1997, ISBN 067941603X; Ballantine Books, 1998, ISBN 0449907643

原題を敢えて直訳すると「乱交: 女にとっての隠された闘い」。
著者は、自分と同世代の友人たちの赤裸々なセックス体験を語り、女の子のセックス体験を遅くするために、マスターベーションやオーラルセックスを的確に教えるべきだとして、若い女性の「性的漸進主義」を主張。
性行為のプロセスを検証し、「女になる」（シモーヌ・ド・ボーヴォワール）ことの意味、女のためにこそ解放されるべき性体験を考察し、男性支配の構造を女の側から検証する。
セックス情報と危ないセックスにさらされながら、無防備に放り出されている少女たちへの危機感から、歴史上の事実、少女たちが主体的に性に接することの大切さ、性の自由とは何かを強烈なメッセージを発している。
少女たちが性的にも成熟した一人の女性になるための手助けとして、先輩の女性たちが一人称で自らの性体験を内省しながら正直に語ることを提案している。
「ユダヤ・キリスト教の歴史の記録の大部分で、女性の性欲は男性よりも強いと考えられていたことを私たちは知らなかった。女性が男性に比べてセックスしたがらないという説は、最近1〜2世紀ではじめて生まれた」（本書より）。
本書を書く原動力となったのは、当時3歳になったばかりの一人娘が成長するにあたって、少女たちの性を疎外しようとする社会に警告を発するためだと著者は語る。

### Misconceptions
- Misconceptions: Truth, Lies, and the Unexpected on the Journey to Motherhood, Doubleday, 2001, ISBN 0385493029;Vintage/Ebury (A Division of Random House Group), 2001, ISBN 0701167270; Anchor Books, 2003, ISBN 0385497458

邦訳は未刊。タイトルの意味は「誤解: 真実と嘘、そして母親となる思いがけない出来事」

### The End of America
- The End of America: Letter of Warning to a Young Patriot「アメリカの終焉: 若き愛国者に送る言葉（意訳）」、出版: Chelsea Green Pub Co、2007年9月5日発売。 ISBN 978-1933392790
  - 紹介文序文「ブッシュの政治と議会に打ち勝ち、アメリカの民主主義を守るため、ベストセラー作家ナオミ・ウルフが本を出した。裏打ちされた調査と文書から、ウルフは最近6年間の出来事が、当時のドイツ、ロシア、中国、チリのような20世紀最悪の独裁政治の生まれる直前に起こった出来事に合致していることを浮き彫りにする…」

### Give Me Liberty
- Give Me Liberty: A Handbook for American Revolutionaries「私に自由をください: アメリカの革命家のための手引き（意訳）」、出版: Simon & Schuster、2008年7月16日発売。 ISBN 978-1416590569
  - 紹介文序文「民主主義の実現は過去の作品となり、アメリカの人々はますます国家の再建に絶望的になっている。多くの人々が「システム」は秩序を失ったと感じている -- 世の中が破滅を作る機械に乗っているというのでなければ。しかし、問題を明確にするのは簡単でも解決方法は必ずしも明確ではない…」

### ヴァギナ
- 桃井緑美子訳『ヴァギナ』青土社、2014年、ISBN 978-4791767649
  - 原著: Vagina: A New Biography, Ecco, 2012, ISBN 978-0061989162